# Kostel Panny Marie (Dolní Kounice)
Kostel Panny Marie je bývalý římskokatolický klášterní chrám ve městě Dolní Kounice v okrese Brno-venkov, součást areálu bývalého kláštera Rosa coeli. V rámci areálu kláštera je chráněn jako kulturní památka.

## Historie
Původní klášterní kostel byl postaven v románském slohu zřejmě na počátku 13. století v místě pozdější kvadratury, která využila některých zdí tohoto chrámu. Zdivo původního kostela z pravidelných kamenných kvádrů, jak objevil výzkum z let 1990–1993, je tedy dochováno v západní (průčelí baziliky se zbytky štítu, armováním, stopami portálu a malým oknem) a severní (zeď boční lodě kostela se zachovaným portálkem na tribunu) obvodní zdi křížové chodby a v severní zdi kaple svatého Jana Křtitele/kapitulní síně (severní stěna kněžiště). Jednalo se tedy zřejmě o bazilikální trojlodí s tribunami sester nad bočními loděmi; na střední loď navazoval chór uzavřený apsidou, boční lodě byly zakončeny hranolovými věžemi, z nichž severní se dochovala až do 30. let 19. století. Na místě tohoto chrámu byla v průběhu druhé poloviny 14. století postavena gotická křížová chodba kláštera.

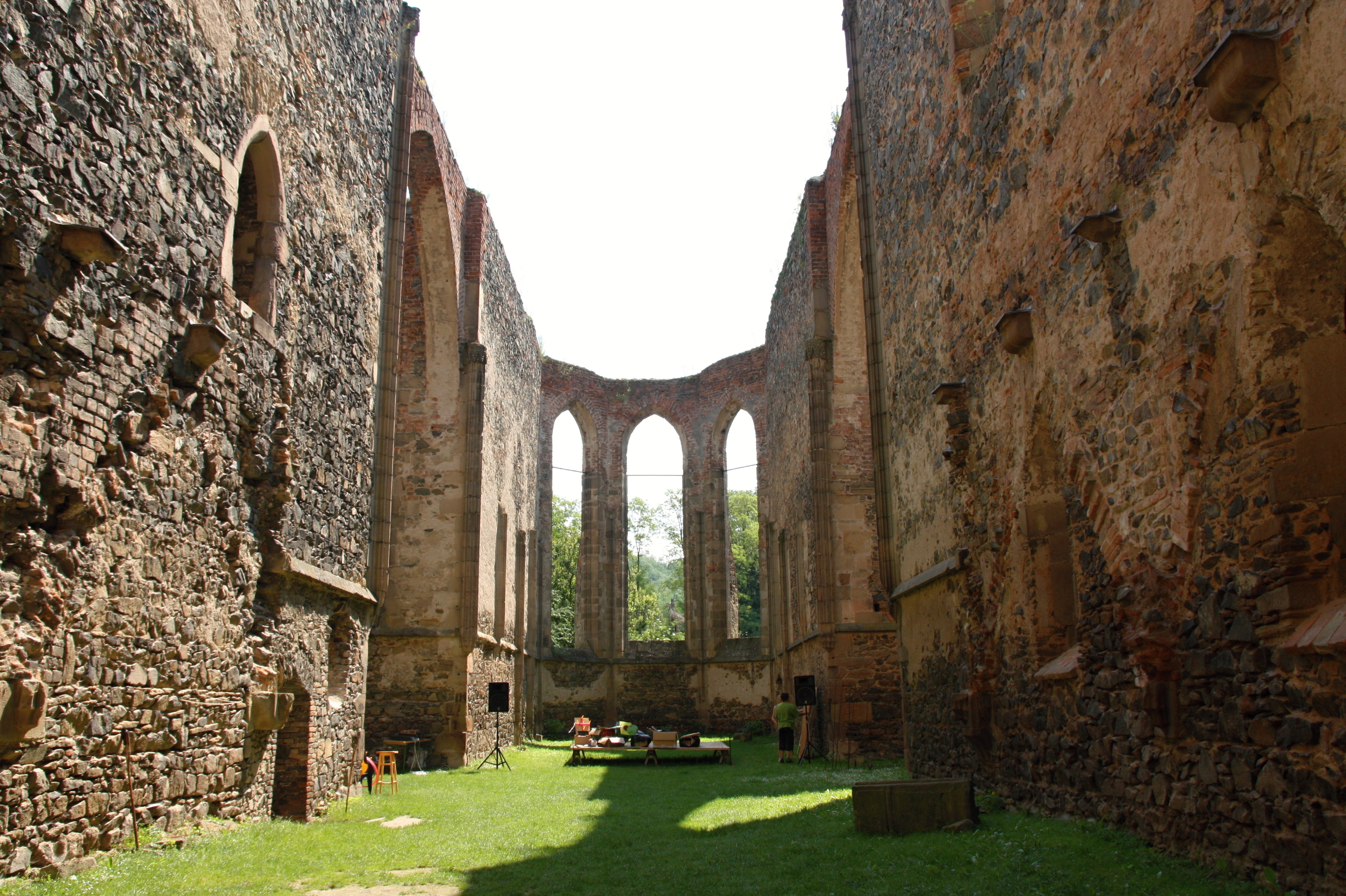
Loď kostela

Pravděpodobně ve druhé čtvrtině 14. století byla zahájena stavba nového gotického kostela, jehož obvodové zdi se dochovaly dodnes. K zaklenutí tohoto chrámu došlo snad v 50. a 60. letech 14. století. Nový kostel je jednolodní stavba s příčnou lodí a dlouhým kněžištěm, které je ukončeno polygonálně. V lodi byla postavena tribuna pro sestry, která se stejně jako klenba ani střecha nedochovala. U jižní zdi presbytáře se nachází kaple/sakristie (se čtyřmi poli křížové klenby a středním sloupem – novodobá rekonstrukce), na severní ukončení transeptu navazuje kaple svatého Jana Křtitele/kapitulní síň, která je poprvé (jako kaple) zmíněna v roce 1354 a která se nachází v místě chóru původní románské baziliky. V jihozápadním nároží chrámu se nachází věžička s vnitřním schodištěm, která je krytá jehlancovou cihelnou střechou. V západním průčelí hlavní lodi je umístěn gotický bohatě zdobený portál. V horní části oblouku nad vraty je reliéf Krista žehnajícího pravicí a v levici držící knihu života. Po stranách jeho hlavy jsou pak písmena alfa a omega, ve spodní části nad vraty je pak hlava muže a ženy. Z vrcholu oblouku vybíhá trojúhelníkový štít vyplněný kružbovým trojlistem a zakončeným kamennou kyticí.
Kostel sdílel osudy kláštera, který v roce 1527 zcela zanikl. Klášterní areál se s celým kounickým panství dostal v roce 1537 do majetku místokancléře Českého království Jiřího Žabky z Limberka, který snad kostel opravil a zřídil v něm rodinnou hrobku. Po jeho smrti drželo panství postupně několik majitelů, až jej v roce 1622 získali Ditrichštejnové. V roce 1698 prodal Ferdinand z Ditrichštejna klášter s kostelem premonstrátům ze Strahova, kteří začali areál opravovat. Opravený kostel byl znovu vysvěcen v roce 1703, ještě téhož roku ale areál vyhořel. Dalších oprav se dočkal již pouze konvent a z chrámu se postupem času stala zřícenina s obvodovými zdmi. V současnosti je areál kláštera a kostela v majetku brněnského biskupství a je přístupný veřejnosti.